# Pozo árabe de Toledo

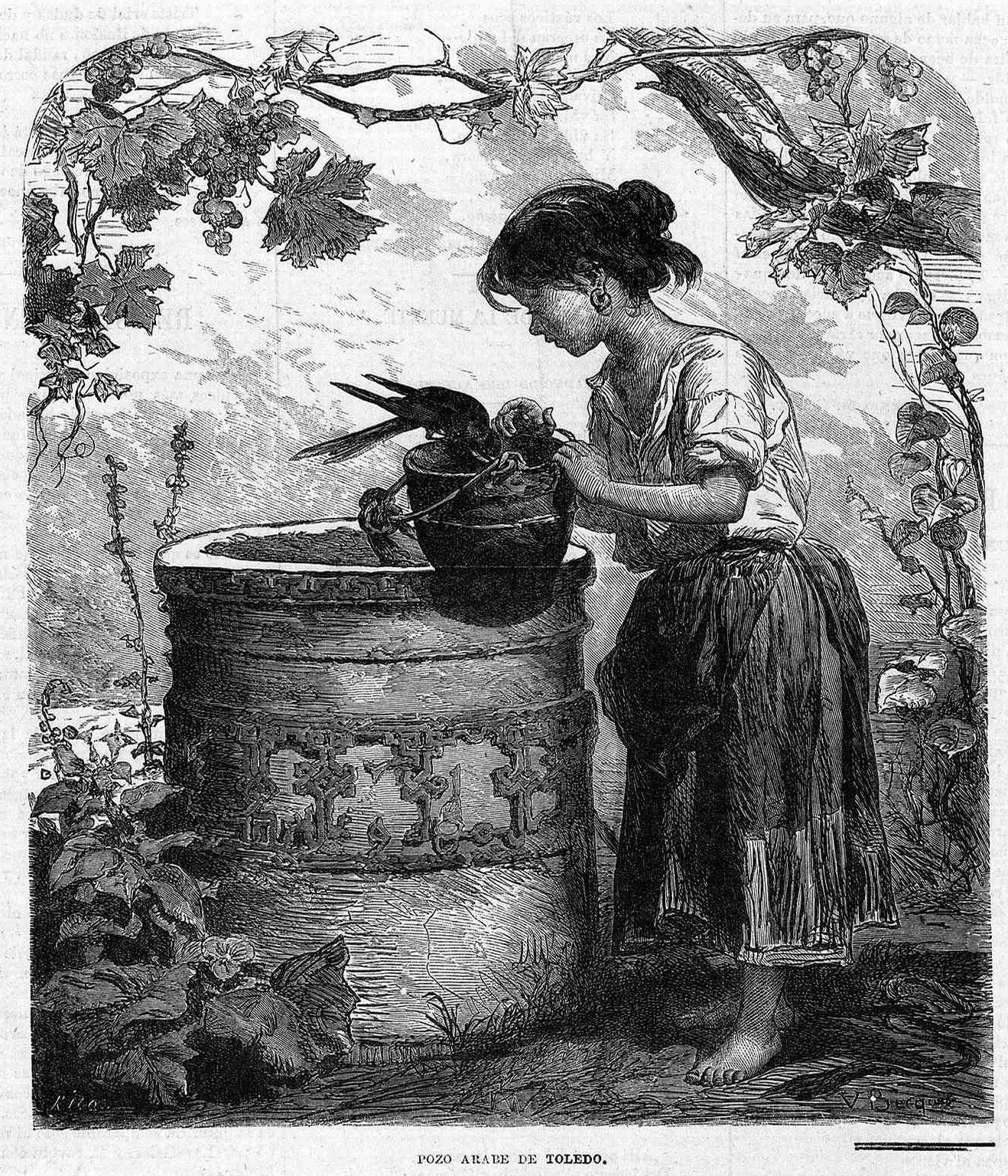
Pozo árabe de Toledo, de Valeriano Domínguez Bécquer

Pozo árabe de Toledo es un grabado de Bernardo Rico y Ortega a partir del dibujo original de Valeriano Domínguez Bécquer publicado en la revista La Ilustración de Madrid en 1870. Representa a una muchacha junto al brocal del pozo de la casa toledana en la que vivieron los hermanos Bécquer.

## Historia
En Toledo, en una casa del callejón de San Ildefonso en que habitaron los hermanos Bécquer, hubo en el jardín un brocal árabe a cuyo pie plantaron los Bécquer su famoso laurel. Valeriano lo dibujó, y acompañado de un texto de Gustavo Adolfo llegó a ser publicado en el número 4 de la revista La Ilustración de Madrid, en febrero de 1870. Más tarde, volvió a editarse en el Album Bécquer. Dibujos de Valeriano, comentarios de Gustavo Adolfo, publicada en la colección "Arte Hispánico" en 1925, en Madrid. Algunos estudiosos, como Jesús Cobo, aventuran que la joven que aparece en el dibujo era Alejandra González Esteban, la amante toledana de Gustavo Adolfo Bécquer.

"Este hermoso brocal es de tierra roja cocida y bañada, y su adorno lo forman dos grecas, por entre las cuales corre rodeándole una magnífica inscripción en caracteres cúficos ornamentales..."
Gustavo Adolfo Becquer (Toledo, 1856) 

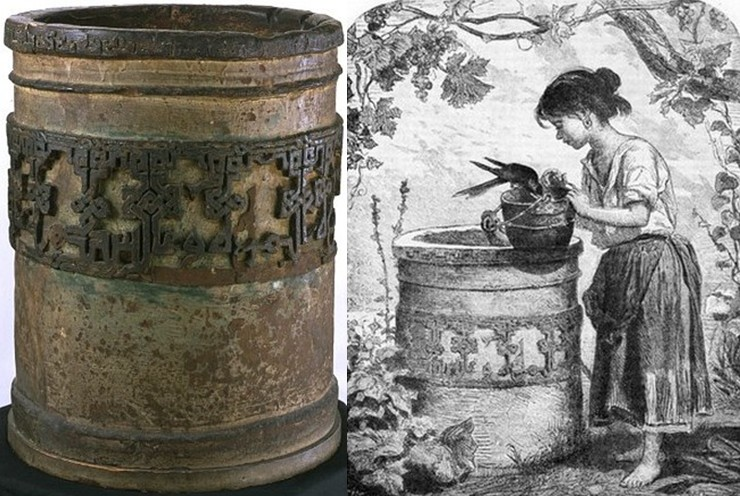
El brocal de Toledo (guardado en el Victoria y Albert Museo), junto al dibujo hecho por Valeriano hacia 1856.

El dibujo de Valeriano confirma que se trata del mismo brocal expuesto en el Victoria & Albert Museum de Londres; brocal que se encontraba en el Museo Provincial de Toledo, y que habiendo desaparecido, reapareció en el Museo de South Kensington (antecesor del Victoria & Albert Museum). Al parecer, el valioso brocal pasó del Museo Provincial de Toledo a las manos de Juan Facundo Riaño, que por poco más de tres libras esterlinas lo vendió a la colección británica.

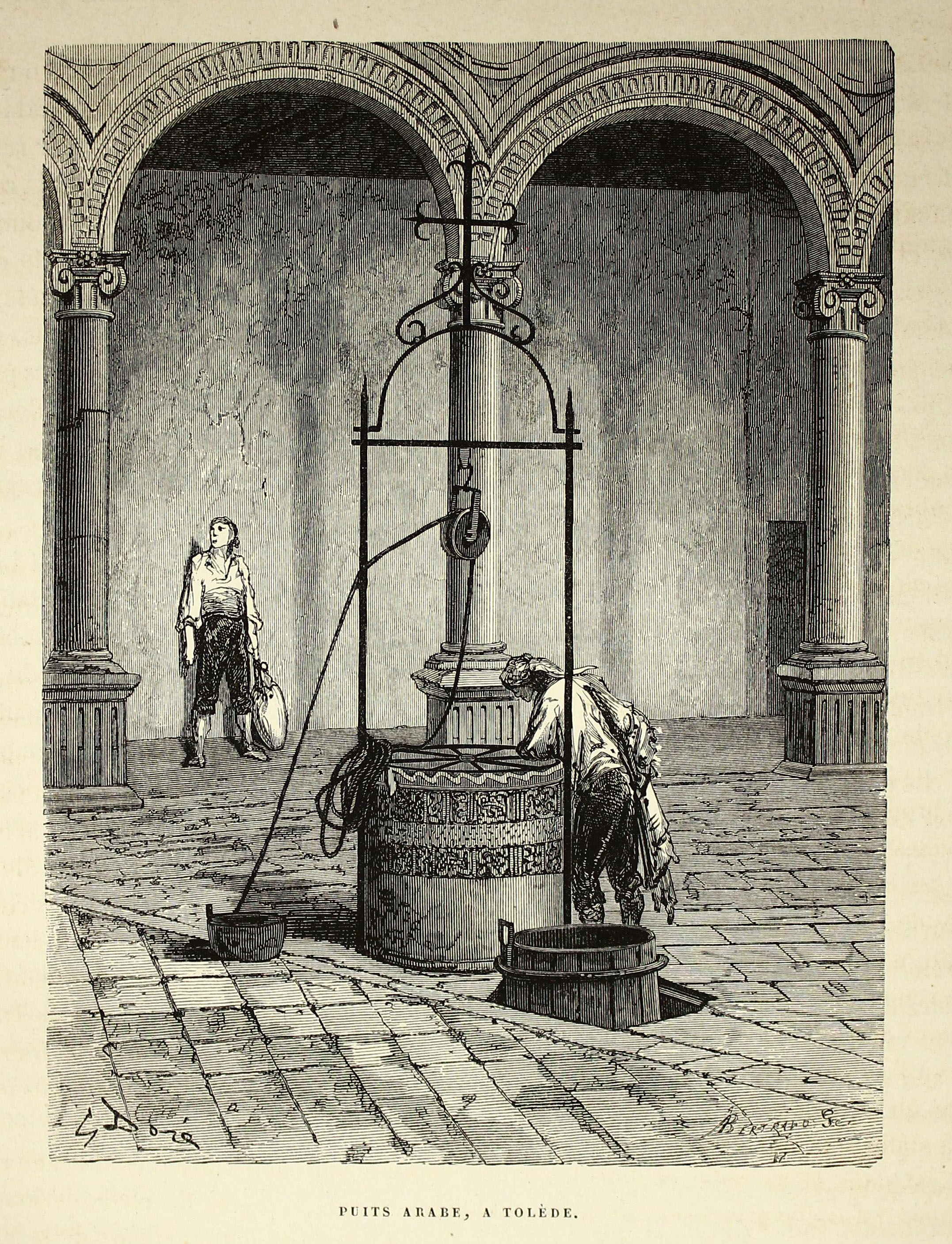
"Puits arabe, a Tolède", según grabado de Gustavo Doré hacia 1870.